# Lijst van voetbalinterlands Brunei - Macau
Deze lijst van voetbalinterlands is een overzicht van alle officiële voetbalinterlands tussen de nationale teams van Brunei en Macau. De landen hebben tot nu toe zes keer tegen elkaar gespeeld. De eerste ontmoeting, een kwalificatiewedstrijd voor het Wereldkampioenschap voetbal 1986, vond plaats in Macau op 17 februari 1985. Het laatste duel, een kwalificatiewedstrijd voor de Azië Cup 2027, werd gespeeld op 10 september 2024 in Macau.

## Wedstrijden
| № | Plaats              | Datum             | Competitie                 | Wedstrijd      | Uitslag |
| - | ------------------- | ----------------- | -------------------------- | -------------- | ------- |
| 1 | Macau               | 17 februari 1985  | WK 1986 kwalificatie       | Macau − Brunei | 2 − 0   |
| 2 | Bandar Seri Begawan | 13 april 1985     | WK 1986 kwalificatie       | Brunei − Macau | 1 − 2   |
| 3 | Macau               | 13 februari 2000  | Azië Cup 2000 kwalificatie | Macau − Brunei | 1 − 0   |
| 4 | Kuching             | 12 november 2016  | AFC Solidarity Cup 2016    | Macau − Brunei | 1 − 1   |
| 5 | Bandar Seri Begawan | 6 september 2024  | Azië Cup 2027 kwalificatie | Brunei − Macau | 3 − 0   |
| 6 | Macau               | 10 september 2024 | Azië Cup 2027 kwalificatie | Macau − Brunei | 0 − 1   |

## Samenvatting
| Competitie            | Totaal gespeeld | Winst Brunei | Gelijk | Winst Macau | Doelsaldo Brunei – Macau |
| --------------------- | --------------- | ------------ | ------ | ----------- | ------------------------ |
| WK-kwalificatie       | 2               | 0            | 0      | 2           | 1 − 4                    |
| Azië Cup-kwalificatie | 3               | 2            | 0      | 1           | 4 − 1                    |
| AFC Solidarity Cup    | 1               | 0            | 1      | 0           | 1 − 1                    |
| Totaal                | 6               | 2            | 1      | 3           | 6 − 6                    |

Wedstrijden bepaald door strafschoppen worden, in lijn met de FIFA, als een gelijkspel gerekend.
NFABD
Bermuda ·
Bhutan ·
Cambodja ·
China ·
Filipijnen ·
Hongkong ·
India ·
Indonesië ·
Japan ·
Jemen ·
Laos ·
Macau ·
Malediven ·
Maleisië ·
Mongolië ·
Myanmar ·
Nepal ·
Oost-Timor ·
Pakistan ·
Rusland ·
Singapore ·
Sri Lanka ·
Tadzjikistan ·
Taiwan ·
Thailand ·
Vanuatu ·
Verenigde Arabische Emiraten ·
Zuid-Korea
AFM · 
A-internationals · 
Macaus vrouwenelftal
1980 – 1989 · 
1990 – 1999 · 
2000 – 2009 · 
2010 – 2019 ·
2020 − 2029
Bangladesh ·
Bhutan ·
Brunei ·
Cambodja ·
China ·
Filipijnen ·
Guam ·
Hongkong ·
India ·
Irak ·
Japan ·
Kazachstan ·
Kirgizië ·
Koeweit ·
Laos ·
Maleisië ·
Mauritius ·
Mongolië ·
Myanmar ·
Nepal ·
Noord-Korea ·
Oman ·
Pakistan ·
Salomonseilanden ·
Saoedi-Arabië ·
Singapore ·
Sri Lanka ·
Tadzjikistan ·
Taiwan ·
Thailand ·
Vietnam ·
Zuid-Korea